# Rhynchosia difformis
Rhynchosia difformis är en ärtväxtart som först beskrevs av Stephen Elliott, och fick sitt nu gällande namn av Dc. Rhynchosia difformis ingår i släktet Rhynchosia och familjen ärtväxter. Inga underarter finns listade i Catalogue of Life.